# Un gioco da ragazze
Un gioco da ragazze è un romanzo noir di Andrea Cotti, pubblicato nel 2005 per la collana Colorado Noir/Mondadori.
La protagonista è Giulia Vita, ispettore che dovrà indagare sul massacro della famiglia Flores, sterminata a coltellate.

## Altri media
Il 7 novembre 2008 è uscita nelle sale la trasposizione cinematografica del romanzo, per la regia di Matteo Rovere.

## Edizioni
- Andrea Cotti, Un gioco da ragazze, collana Colorado Noir, Arnoldo Mondadori Editore, 2005,  p. 400.